# Рибалко Борис Андрійович
Рибалко Борис Андрійович (* 1 травня 1952, с. Шевченко, Бахмацький район, Чернігівська область) — бригадир прохідників відокремленого підрозділу «Шахтобудівельницьке управління» державного підприємства «Свердловантрацит» (Луганська область), Герой України.

## Нагороди
- Звання «Герой України» з врученням ордена Держави (23 серпня 2011) — за визначний особистий внесок у розвиток вітчизняного паливно-енергетичного комплексу, досягнення високих показників у виробництві, багаторічну самовіддану працю[1]
- Орден «За заслуги» III ст. (23 серпня 2002) — за високий професіоналізм, особистий внесок у розвиток вугільної промисловості та з нагоди професійного свята — Дня шахтаря[2]
- Заслужений шахтар України (23 серпня 2006) — за високий професіоналізм, значний особистий внесок у розвиток вугільної промисловості та багаторічну сумлінну працю[3]
- Нагороджений знаками «Шахтарська слава» та «Шахтарська доблесть» трьох ступенів.